# Ciudad Altamirano
Ciudad Altamirano ist eine Stadt mit knapp 30.000 Einwohnern im Nordwesten des mexikanischen Bundesstaats Guerrero nahe der Grenze zum Bundesstaat Michoacán; seit dem Jahr 1964 ist sie Sitz eines Bischofs.

## Lage und Klima
Ciudad Altamirano liegt in ca. 220 m Höhe in einer Schleife des Río Cutzamala, einem Nebenfluss des Río Balsas, knapp 300 km (Fahrtstrecke) südwestlich von Mexiko-Stadt. Das Klima in der zur Region der Tierra caliente gehörenden Stadt ist warm; Regen (ca. 700–800 mm/Jahr) fällt überwiegend im Sommerhalbjahr.

## Bevölkerung
| Jahr      | 2000   | 2010   | 2020   |
| Einwohner | 23.587 | 25.173 | 25.850 |

Bis zum Jahr 1950 hatte die Stadt weniger als 5000 Einwohner; erst danach erlebte sie einen bedeutenden Bevölkerungszuwachs.

## Wirtschaft
Im 16. und 17. Jahrhundert profitierte die Stadt von dem in der Umgebung betriebenen Erzabbau (v. a. Silber). Aber auch Ackerbau und Viehzucht bringen gute Erträge.

## Geschichte
Der alte taraskische Name der Siedlung lautete Pungarihoato; um das Jahr 1480 wurde sie vom Azteken-Herrscher Axayacatl unterworfen. In den Jahren nach der Eroberung des Aztekenreiches durch die spanischen Konquistadoren unter Hernán Cortés (1519–1521) begann die Christianisierung, bei der sich im Gebiet der Tierra caliente der in Andalusien geborene Augustinermönch Juan Bautista Moya besonders hervortat; ihm wird die Gründung der örtlichen Steinkirche, der heutigen Kathedrale, zugeschrieben. Die eher verschlafene Provinzstadt erlebte in der zweiten Hälfte des 20. Jahrhunderts eine Blütezeit.

## Sehenswürdigkeiten
Die wohl schon im 16. Jahrhundert begonnene Kathedrale von Ciudad Altamirano erhielt etwa 150 Jahre später zwei Glockentürme. Die Neuweihe zu einer Bischofskirche erfolgte im Jahr 1964.

## Persönlichkeiten
- Cipriano Jaimes (1885–1928), Revolutionär
- Manuel Negrete Arias (* 1959), Fußballer